# Ron Clements
Ronald Francis Clements (Sioux City, 25 aprile 1953) è un regista, animatore, sceneggiatore e produttore cinematografico statunitense.

## Biografia
Clements ha esordito ai Walt Disney Animation Studios come animatore per il film del 1981 Red e Toby nemiciamici. Successivamente lavorò come animatore per Taron e la pentola magica (1985, il più grande fiasco nella storia della Disney) e come regista per Basil l'investigatopo, basato sulla serie di libri Basil di Baker Street, che segnò la sua prima collaborazione con John Musker.
Nel 1989 diresse La sirenetta, tratto dall'omonima fiaba di Hans Christian Andersen, che divenne un enorme successo economico e vinse ben due Oscar alla miglior canzone e alla miglior colonna sonora; nel 1992 Aladdin superò gli incassi de La sirenetta. Successivamente lavorò a Hercules, tratto dal mito greco di Eracle, che ebbe un buon successo economico e critico, a Il pianeta del tesoro, basato sul romanzo L'isola del tesoro, che fu invece un flop economico compensato dal buon giudizio della critica, e a La principessa e il ranocchio.
Il film del 2016 Oceania è il primo della coppia Clements & Musker a essere animato al computer, ma anche il loro ultimo film alla Disney. Infatti il duo ha lasciato lo studio nel 2024, per andare in pensione. Solo Ron Clements é peró tornato alla Disney l'anno successivo, come insegnante per i nuovi animatori .

## Filmografia

### Regista
- Basil l'investigatopo (Basil The Great Mouse Detective), co-regia con John Musker, Burny Mattinson e David Michener (1986)
- La sirenetta (The Little Mermaid), co-regia con John Musker (1989)
- Aladdin (Aladdin), co-regia con John Musker (1992)
- Hercules (Hercules), co-regia con John Musker (1997)
- Il pianeta del tesoro (Treasure Planet), co-regia con John Musker (2002)
- La principessa e il ranocchio (The Princess and the Frog), co-regia con John Musker (2009)
- Oceania (Moana), co-regia con John Musker (2016)